# Самуил бен-Нахман
Самуил бен-Нахман, также Самуил Нахмани (III—IV века), — палестинский амора, выдающийся агадист своего времени.

## Биография
Ученик рабби Ионатана (Jonathan ben Eleazar). Как палестинский уроженец, он знал еще рабби Иуду I.
Самуил отправился в Вавилонию с целью объявить год високосным, так как по политическим соображениям этого нельзя было делать в Палестине.
При Иуде III Самуил был среди самых интимных друзей патриарха. Он пользовался большим авторитетом и особенно славился как агадист; в этой области часто обращались к нему с вопросами патриарх Иуда III, рабби Симон бен-Иегоцадак, рабби Амми, рабби Ханина бен-Папа и др.
Упоминаются сыновья Самуила, Нахман и Гиллель, от которых сохранились изречения.

## Учение и труды
Его изречения часто передают рабби Хельбо, агадист рабби Леви, рабби Аббагу и рабби Элеазар бен-Педат. Многочисленные изречения касаются учения ο догмах веры, молитвы, субботнего отдыха, истории еврейского народа и других народов, правил об отношении к прозелитам, Св. Писания, галахической экзегезы и рассказов Библии.
Ему принадлежит поэтическое описание жалоб, которые приносили Богу после разрушения храма патриархи Авраам, Исаак и Яков, a также праматерь Рахиль; сочинение написано прекрасной еврейской прозой и сопровождается причитаниями патриархов на арамейском языке. Эти полные отчаяния причитания следуют после описания того, как Моисей сообщил патриархам ο тех жестокостях, которым подвергали евреев их враги. Наконец сам Моисей разразился плачем и обратился со словами проклятия к солнцу, a затем с увещеваниями по адресу врагов еврейского народа.
В своих агадах Самуил также даёт место и эсхатологическим описаниям.